# Волновой фронт
Волново́й фронт (волновая поверхность) — геометрическое место точек среды, в которых колебания, обусловленные распространением волны, происходят в одной и той же фазе. Если распространяющееся возмущение ограничено во времени (а следовательно, и в пространстве), фронтом волны называется также поверхность, до которой дошёл волновой процесс к данному моменту времени, то есть граница между возмущённой и невозмущённой областями среды.
Понятие применяется к синусоидальным волнам любой природы, например электромагнитным или упругим. По форме волнового фронта выделяют простейшие волны: сферическую (от точечного источника), плоскую (от плоского источника типа колеблющейся пластины для звуковой волны, или в одномерных системах: линиях передачи, волноводах, или далеко от точечного источника), цилиндрическую (от нитеподобного источника или от точечного источника в двумерной системе, как то волна на поверхности водоёма). В процессе распространения волны её форма изменяется. Так, при прохождении плоской световой волны через линзу волновой фронт становится сферическим (см. анимацию).
Если значения амплитуды волны на волновом фронте одинаковы, то волна является однородной. Линия, нормальная к волновой поверхности, называется лучом, или волновой нормалью.